# Pratt & Whitney JT8D

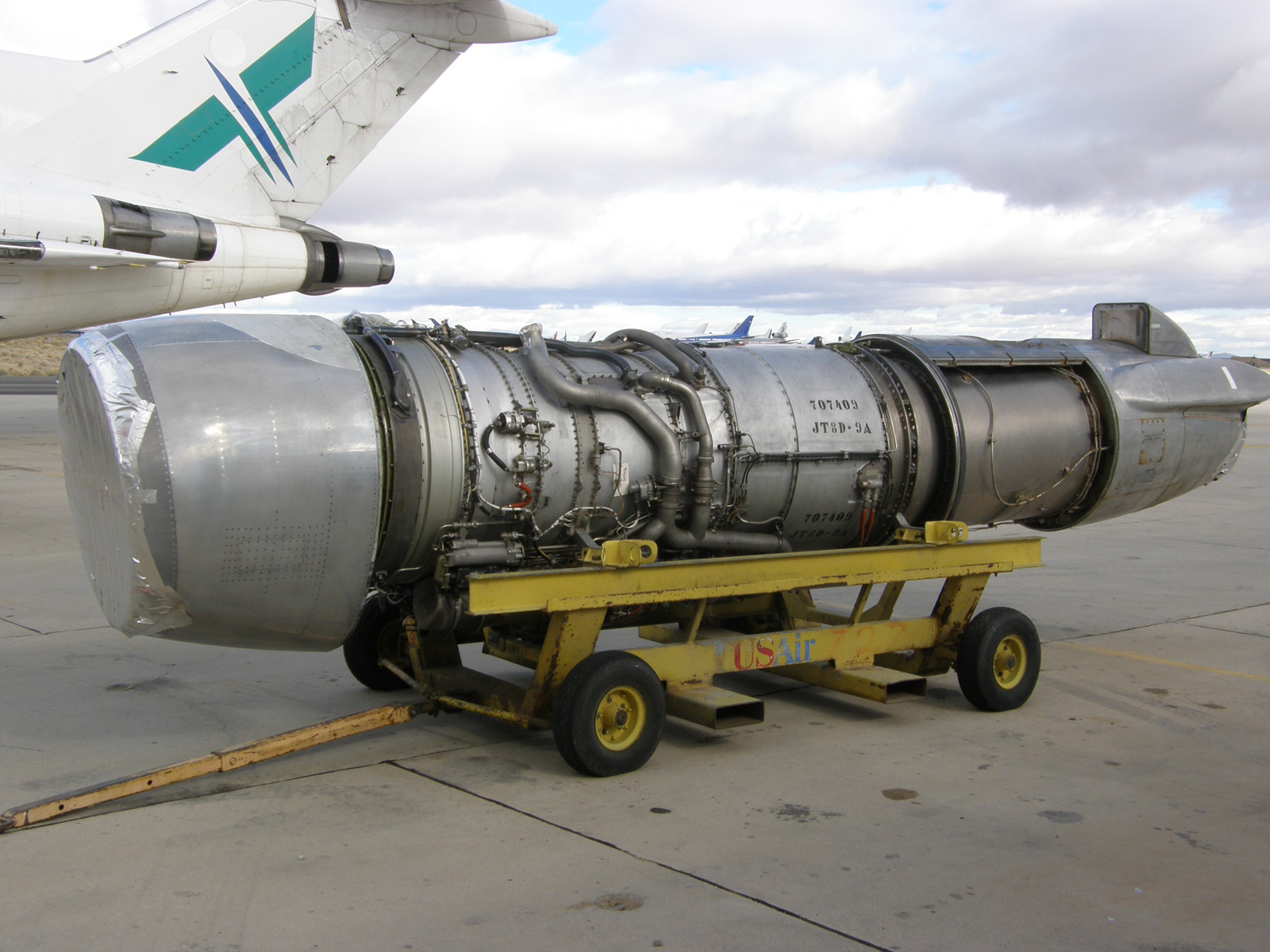
Un JT8D-9A.

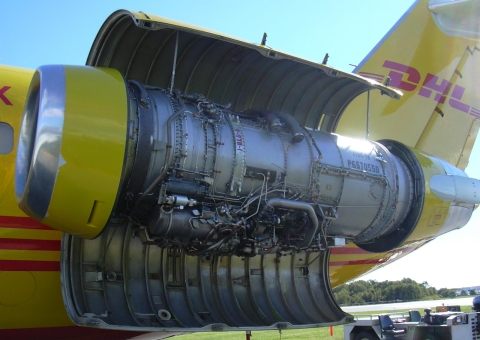
Un JT8D monté sur un Douglas DC-9 opéré par DHL à l'aéroport international de Portland (Maine) en 2004.

Le Pratt & Whitney JT8D est un turboréacteur à double flux (turbofan) américain de première génération capable de fournir, selon ses versions, entre 62 et 78 kN de poussée. Directement dérivé du Pratt & Whitney J52 pour des fins civiles, il fut retenu par Volvo afin de motoriser le Saab Viggen.

## Origine
Le Pratt & Whitney J57, qui vole en 1951, représente un bond par rapport aux turboréacteurs disponibles jusque-là, à la fois par sa poussée (environ 50 kN sans postcombustion) et par son architecture (compresseur axial, double corps). Il équipe quelques uns des premiers chasseurs supersoniques (North American F-100 Super Sabre, McDonnell F-101 Voodoo, Convair F-102 Delta Dagger), ainsi que le bombardier Boeing B-52. Pratt & Whitney décline ensuite la même conception pour concevoir un moteur plus petit, le J52, destiné à l'aéronavale américaine (Douglas A-4 Skyhawk, Grumman A-6 Intruder), et un moteur plus gros, le J75,  qui équipe notamment le Republic F-105 Thunderchief. 
Le premier réacteur à double flux de Pratt & Whitney est le JT3D, obtenu par une modification assez simple du J57 : Les trois premiers étages du compresseur basse presssion sont remplacés par une soufflante à deux étages, tandis qu'un troisième étage de turbine basse pression est ajouté à l'arrière du moteur pour prélever plus d'énergie au flux chaud, ce moteur équipe les Boeing 707 et Douglas DC-8, ainsi que des avions militaires comme le Lockheed C-141 Starlifter. Le JT8D est ensuite créé pour motoriser des avions plus petits : il est conçu sur la base du J52, en appliquant des modifications similaires.

### Chronologie des versions principales
Les réacteurs JT8D de la première génération (-1 et -5) sont certifiés en 1963. Le JT8D-15, offrant une poussée accrue, l'est en 1971, le -17 en 1974. Les réacteurs modernisés de la série -200, conçus principalement pour être moins bruyants, font leur apparition à partir de la fin des années 1970 : -209 en 1979, -217 en 1980, -219 en 1985.

## Description technique (première génération)
Le JT8D est un réacteur à double corps : cela signifie qu'il comporte deux arbres coaxiaux, l'arbre central reliant la turbine basse pression (tout à l'arrière du moteur) et le compresseur basse pression (tout à l'avant), l'arbre externe reliant les parties haute pression. Cette conception, introduite avec le J57, permet de réaliser des réacteurs bien plus performants que ceux à simple corps, en augmentant le taux de compression sans que le réacteur ne devienne instable. Dans le cas du JT8D-9, à plein régime, l'axe haute pression tourne à 11 365 tours par minute, l'axe basse pression à 8 045 tours par minute.
L'air admis est d'abord aspiré par deux soufflantes. L'air aspiré par la partie centrale continue sa course vers l'intérieur du réacteur, il constitue le flux chaud. La périphérie forme le flux froid. La première génération de JT8D a un taux de dilution de 1.0:1, c'est-à-dire que les flux chauds et froids reçoivent la même quantité d'air. L'air du flux chaud passe à travers le compresseur basse pression (cinq étages) puis le compresseur haute pression (sept étages), avant de nourrir neuf brûleurs disposés en cercle. Les gaz sortant des bruleurs actionnent la turbine haute pression (un étage) puis la turbine basse pression (trois étages).
Les premiers JT8D ont une poussée maximale de 55 kN (JT8D-1) à 65 kN (JT8D-5). Ce niveau de puissance les rend complémentaires avec les JT3D, qui se situent entre 75 et 90 kN.
|                               |
| moteur démonté en exposition. |

|                       |
| Un des neuf brûleurs. |

|                           |
| Une des deux soufflantes. |

|              |
| Vue arrière. |

## Évolution
Les JT8D-200 ont été développés à la fin des années 1970, en réponse principalement aux nouvelles normes sur le niveau de bruit des avions. Leur taux de dilution est accru à 1.7:0, ce qui passe par un accroissement du diamètre des soufflantes. En plus d'une réduction appréciable du niveau sonore, la série -200 apporte une réduction de consommation de 17 %, ainsi qu'une diminution des émissions d'oxyde d'azote.

## Avions civils
Le premier appareil à avoir été équipé d'un JT8D n'est autre que le célèbre 727, en 1964, suivi par les DC-9 (et plus tard MD-80), et par le Boeing 737 dans sa première génération (737-100 et -200). Du côté européen, le JT8D servit à propulser les dernières versions de la Caravelle et le Dassault Mercure 100 (sa motorisation étant l'un de ses principaux défauts). Utilisé sur des avions produits en grand nombre, le JT8D a été considéré comme la « bête de somme » du transport aérien dans les années 1960 et 1970. Il a été produit à 14 750 exemplaires.
Plus récemment, le JT8D était envisagé comme moteur pour le Aerion SBJ, mais ce projet est abandonné en 2021.

## Avions militaires
L'utilisation la plus connue du JT8D dans le domaine militaire fut sa version construite sous licence par Volvo : nommé RM8A/B (afterburner, soit postcombustion en français). Son principal atout était son système d'inversion de poussée, qui permettait au Saab 37 Viggen de se poser sur une distance extrêmement courte.
En Asie, le JT8D fut à nouveau retenu par Kawasaki pour propulser ses Kawasaki C-1 et EC-1A, actuellement en service dans la Force aérienne d'autodéfense japonaise, respectivement en tant que transporteur et appareil de guerre électronique. Aux États-Unis, McDonnell Douglas l'utilisa à nouveau pour son YC-15 (l'ancêtre du C-17). Oméga Air Service monta, à titre d'essai et en partenariat avec Pratt & Whitney, sur l'un de ses Boeing 707 quatre JT8D-219, mais le projet toucha à sa fin avec la mise en service du CFM-56. L'appareil est encore visible et est toujours équipé de ses JT8D.

## Autres usages
Il a également été utilisé pour un prototype d'Aérotrain, l'Aérotrain I80 HV.
Par ailleurs, P&W a développé une version du JT8D destinée aux applications navales ou stationnaires : il s'agit du FT8. C'est une turbine à gaz de 25 MW, utilisée dans des centrales électriques ou en cogénération. Elle peut fonctionner au gaz naturel.

## Avantages et défauts principaux
Le principal avantage du JT8D est sa facilité d'entretien, grâce à des trappes d'accès bien pensées et au petit nombre de pièces composant ces moteurs. Ses défauts les plus frappants restent sa consommation élevée, ainsi que son niveau de nuisance sonore plutôt élevé (principalement au décollage, où il émet un craquement unique).